# Górka Lubartowska
Górka Lubartowska is een plaats in het Poolse district  Lubartowski, woiwodschap Lublin. De plaats maakt deel uit van de gemeente Niedźwiada en telt 600 inwoners.